# La flaqueza del bolchevique
La flaqueza del bolchevique is een Spaanse film uit 2003, geregisseerd door Manuel Martín Cuenca. De film is gebaseerd op de gelijknamige roman van de schrijver Lorenzo Silva, finalist van de Premio Nadal.

## Verhaal
Pablo werkt bij een bank. Op een ochtend op weg naar zijn werk krijgt hij een aanrijding met een andere bestuurder, Sonsoles. Ze krijgen ruzie en Sonsoles dreigt met een schadeclaim. De verontwaardigde Pablo begint Sonsoles lastig te vallen. Ook begint hij het 14-jarige zusje van Sonsoles te volgen. Zijn perceptie van het leven verandert volledig wanneer hij haar begint te ontmoeten en er een speciale relatie ontstaat.

## Rolverdeling
| Acteur                | Personage   |
| --------------------- | ----------- |
| Luis Tosar            | Pablo López |
| Mar Regueras          | Sonsoles    |
| María Valverde        | María       |
| Rubén Ochandiano      | Manu        |
| Jordi Dauder          | Alfredo     |
| Enriqueta Carballeira | Dolores     |
| Nathalie Poza         | Eva         |
| Manolo Solo           | Francisco   |

## Ontvangst

### Prijzen en nominaties
Een selectie:
| Jaar | Evenement                      | Categorie                | Genomineerde                        | Resultaat   |
| ---- | ------------------------------ | ------------------------ | ----------------------------------- | ----------- |
| 2004 | Premios Goya (18de uitreiking) | Beste debuterend actrice | María Valverde                      | Gewonnen    |
| 2004 | Premios Goya (18de uitreiking) | Beste bewerkt scenario   | Lorenzo Silva, Manuel Martín Cuenca | Genomineerd |